# Liogenys concolor
Liogenys concolor är en skalbaggsart som beskrevs av Blanchard 1851. Liogenys concolor ingår i släktet Liogenys och familjen Melolonthidae. Inga underarter finns listade i Catalogue of Life.